# Mon vieux Besançon
Mon vieux Besançon est un ouvrage de Gaston Coindre, publié initialement de 1900 à 1913 ou 1914, relatant l'histoire de la ville de Besançon sur un mode intime et pittoresque et accompagné de nombreuses gravures. Cet ouvrage sert encore régulièrement de base à de nombreux livres sur l'histoire bisontine.

## Description
Après avoir illustré, notamment, Mon vieux Paris, d’Édouard Drumont, en 1893, Gaston Coindre se lance dans la rédaction d'un ouvrage sur sa ville natale ; Besançon. Il y avait auparavant déjà consacré une recueil d’estampes nommé Besançon qui s'en va, publié en deux tomes, sorties respectivement en 1874 et 1875.
La sortie du premier feuillet en 1900 est relayée par l'hebdomadaire d'art La Vie moderne, dans le numéro du 18 aout 1901. Les textes et illustrations furent aussi publiés dans le journal bimensuel les Gaudes, dès 1900.
Le second feuillet sort en 1902, et le troisième en 1906. Au total, la première édition compte six feuillet. Le dernier sort peu avant son décès, qui survient le 21 février 1914. Édouard Drumont rédigera la préface de la première édition,,.
Dès 1898, dans Le Monde artiste, Pierre Sandoz, qui se pencha sur le travail de Gaston Coindre, qualifia son projet d'« admirable monographie ». Dans cet ouvrage il mène une véritable investigation : inventoriant tous les immeubles, en dessinant certains, recueillant des témoignages auprès de leurs habitants et collectant des archives.

### Illustrations
Mon vieux Besançon contient plus de 200 gravures réalisée par Gaston Coindre lui-même. Nombre d'entre-elles sont conservées par la bibliothèque municipale de Besançon.

Sélection d'illustrations
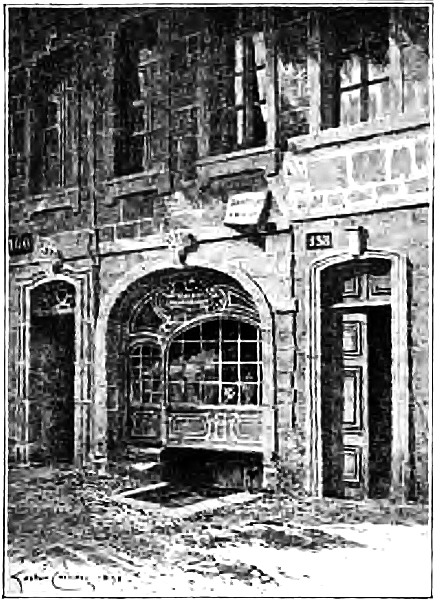
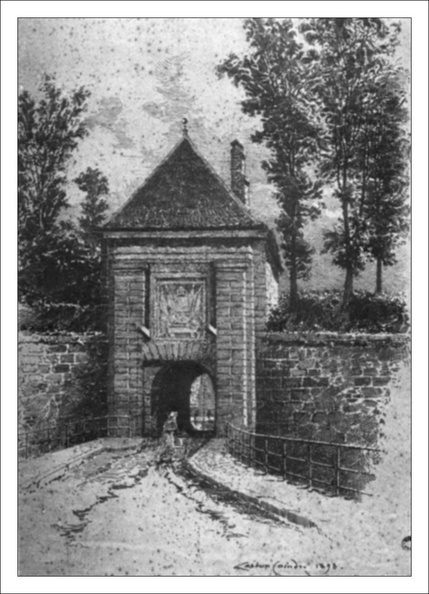
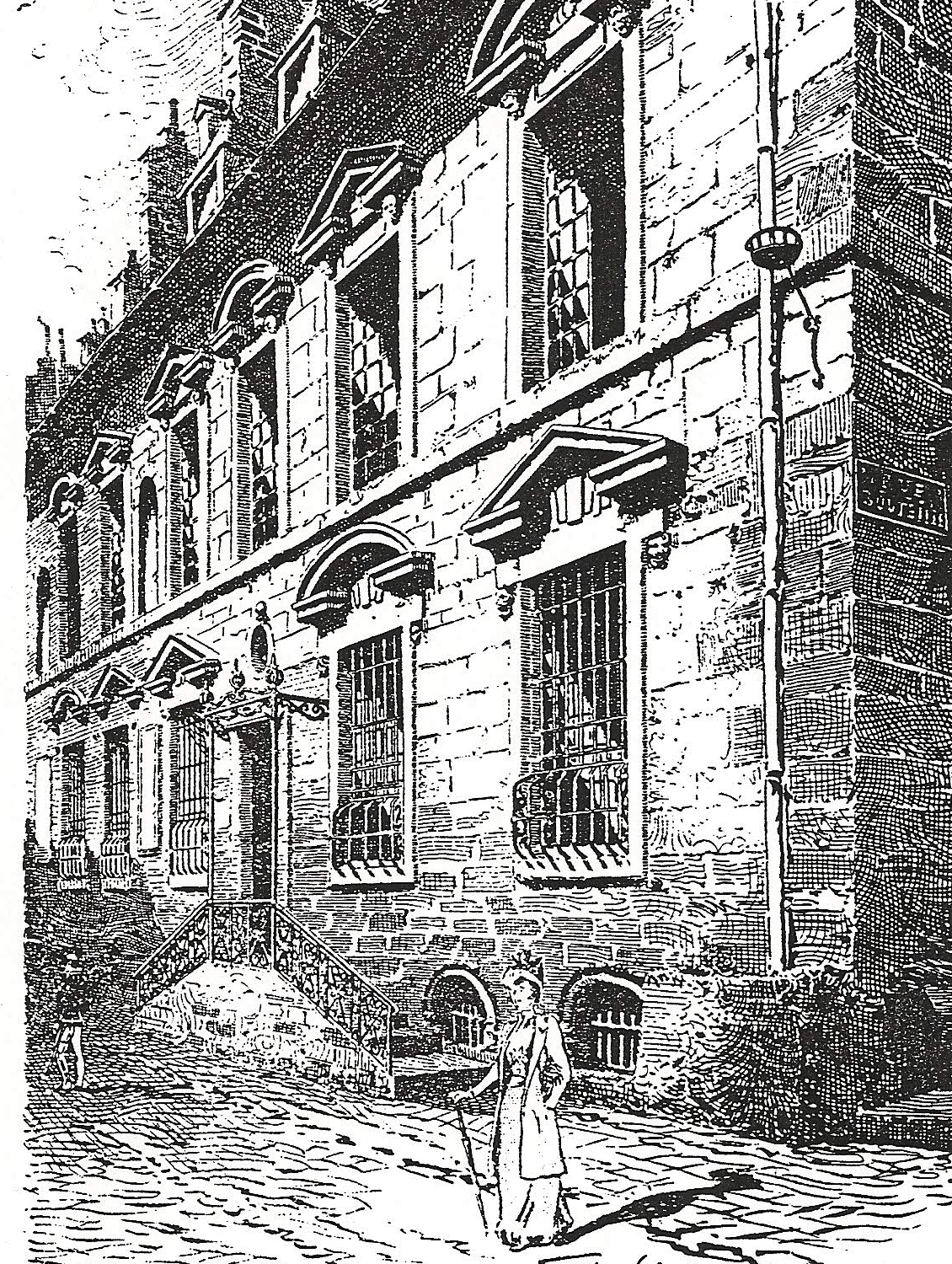
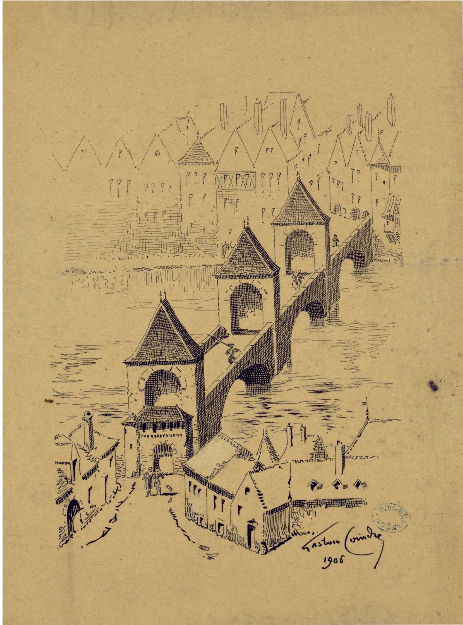
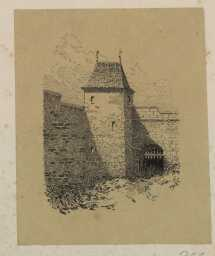

## Postérité
En 1953, Abel Monnot parlera d'« obsession amoureuse [note : de Coindre] pour sa ville natale ». En 1977, Marie-Lucie Cornillot le qualifie de « [...] long pèlerinages à travers toutes les rues, pas à pas et porte à porte [...] ».
Encore aujourd'hui, Mon vieux Besançon, sert abondamment de source à une importante partie de la bibliographie d'histoire locale,.

## Différentes éditions
L'ouvrage a fait l'objet de nombreuses rééditions :
- 1ere édition : Paul Jacquin, 1901 - 1914, en six livrets (préface d’Édouard Drumont[7])

- 2eme édition : Paul Jacquin / Jacques & Demontrond, 1918 - 1922 (en 4 volumes)
- 3eme édition : Jacques & Demontrond, 1933 - 1934, 1020p (en trois tomes[16])
- 4eme édition : Jacques & Demontrond, 1960, 525p (édition abrégée[17])
- 5eme édition : Éditions Cêtre / Jacques & Demontrond, 1979 - 1980, 1463p (en trois tomes[18])